# Piedra Blanca, Santiago Pinotepa Nacional
Piedra Blanca är en ort i Mexiko.   Den ligger i kommunen Santiago Pinotepa Nacional och delstaten Oaxaca, i den sydöstra delen av landet, 400 km söder om huvudstaden Mexico City. Piedra Blanca ligger 42 meter över havet och antalet invånare är 766.
Terrängen runt Piedra Blanca är platt åt sydväst, men åt nordost är den kuperad. Runt Piedra Blanca är det ganska glesbefolkat, med 42 invånare per kvadratkilometer. Närmaste större samhälle är Santiago Pinotepa Nacional, 10,7 km nordväst om Piedra Blanca. Omgivningarna runt Piedra Blanca är en mosaik av jordbruksmark och naturlig växtlighet.